# Pseudopulicidae
Pseudopulicidae (лат., от др.-греч. ψευδο- и лат. pulex — «ложная блоха») — ископаемое семейство гигантских блох, которые питались на динозаврах или птерозаврах. Внутренняя Монголия и Ляонин (Китай; юрские и меловые отложения возрастом от 125 до 165 млн лет). 3 рода.

## Описание
Вымершие насекомые, сходные с современными блохами, длина тела около 2 см. Ротовые органы колюще-сосущего типа, крупные (от 3 до 5 мм длиной). Бескрылые насекомые с усиками в которых более 15 члеников. Тело покрыто волосками, направленными назад. Глаза крупные. Ноги вытянутые, не прыгательные. Голени с жёсткими щетинками-ктенидиями, лапки с коготками. От современных блох отличаются отсутствием прыгательных ног, формой тела и его крупными размерами (почти в 10 раз крупнее), многочлениковыми усиками, отсутствием ктенидиев на голове и пронотуме. Зубчатая лациния ротовых органов Pseudopulicidae у современных блох известна у Tungidae (Tunga).

## Классификация
Три ископаемых рода. 
Pseudopulicidae объединяют вместе с семействами Saurophthiridae и Tarwiniidae в надсемейство Saurophthiroidea Ponomarenko, 1986.
- † Hadropsylla Huang et al., 2013
  - † Hadropsylla sinica Huang et al., 2013[4]
- † Pseudopulex Gao, Shih, & Ren, 2012
  - † Pseudopulex jurassicus Gao, Shih, & Ren, 2012
  - † Pseudopulex magnus Gao, Shih, & Ren, 2012
  - † Pseudopulex tanlan Gao et al., 2014[2]
  - † Pseudopulex wangi Huang et al., 2013[4]
- † Tyrannopsylla Huang et al., 2013
  - † Tyrannopsylla beipiaoensis Huang et al., 2013[4]